# 奧斯特里夫齊 (沃洛季米列齊區)
51°22′14″N 26°3′34″E / 51.37056°N 26.05944°E
奧斯特里夫齊（烏克蘭語：Острівці），是烏克蘭西北部的村莊，隸屬里夫內州的瓦拉什區。該村始建於1813年，面積10.7平方公里，海拔高度169米，2024年人口398，人口密度每平方公里37人。